# Łysak drobnołuskowy

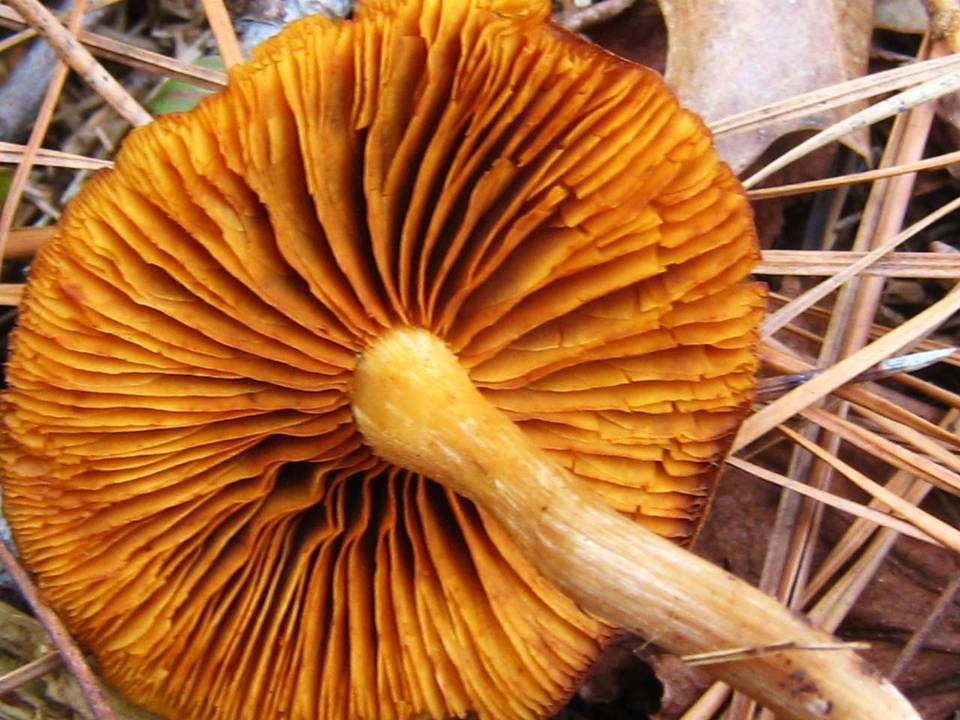

Łysak drobnołuskowy (Gymnopilus sapineus (Fr.) Murrill) – gatunek grzybów należący do rodziny podziemniczkowatych (Hymenogastraceae).

## Systematyka i nazewnictwo
Pozycja w klasyfikacji według Index Fungorum: Gymnopilus, Hymenogastraceae, Agaricales, Agaricomycetidae, Agaricomycetes, Agaricomycotina, Basidiomycota, Fungi.
Po raz pierwszy takson ten zdiagnozował w 1821 roku Elias Fries, nadając mu nazwę Agaricus sapineus. Obecną, uznaną przez Index Fungorum nazwę nadał mu w 1912 roku William Alphonso Murrill. Niektóre synonimy:
- Flammula sapinea var. livescens Speg. 1926
- Flammula sapinea var. terrestris Sacc. 1887
- Fulvidula sapinea (Fr.) Romagn. 1937
- Gymnopilus sapineus var. microsporus E. Ludw. 2001

Nazwę polską zaproponował Władysław Wojewoda w 2003 r. dla Gymnopilus sapineus (Fr.) Maire. Józef Jundziłł w 1830 r. używał nazwy bedłka jodłowa, a Franciszek Błoński w 1889 r. opisywał ten gatunek jako opieńkę miodową.
W opisie rodzaju Gymnopilus istnieją spore niejasności. Szczegółowo morfologię rodzaju Gymnopilus opracował Jan Holec. Podaje on opis gatunku G. sapineus (Fr.) Maire, nie wspomina natomiast o G. sapineus (Fr.) Murrill. Z kolei w Index Fungorum jest odwrotnie; wymieniany jest G. sapineus (Fr.) Murrill, brak G. sapineus (Fr.) Maire.

## Morfologia
Podana poniżej morfologia łysaka drobnołuskowego odnosi się do G. sapineus (Fr.) Maire.
Kapelusz
Średnica 2–7 cm, początkowo półkulisty, potem łukowaty, w końcu płasko rozpostarty, zazwyczaj bez garbu, a jeśli jest garb to tępy. Brzeg ostry, gładki z resztkami osłony. U młodych okazów powierzchnia aksamitna lub pilśniowa, u starszych poszarpana, z przylegającymi, drobnymi, ochrowobrązowymi łuskami na żółtokremowym tle. Czasami cały kapelusz ma barwę czerwonawobrązową. Brzeg jaśniejszy – kremowy lub jasnożółty.
Blaszki
Przyrośnięte do trzonu, szerokie, początkowo kremowożółte, potem ochrowe, żółtoczerwone lub czerwonawo cętkowane. Ostrza gładkie, miejscami płatkowate.
Trzon
Wysokość 2,5–7 cm, grubość 3–8 mm, pełny, sprężysty, walcowaty, u młodych owocników jasnożółty, u starszych ciemniejszy, o barwie od żółtoczerwonej do czerwonobrązowej, miejscami podłużnie włóknisty.
Miąższ
Cienki, żółty. Smak gorzki, zapach korzenny.
Gatunki podobne
Według Jana Holca G. sapineus (Fr.) Maire wykazuje duże podobieństwo do łysaka plamistoblaszkowego (G. penetrans (Fr.) Murril). W niektórych przypadkach gatunków tych nie można odróżnić makroskopowo i konieczna jest mikroskopowa analiza strzępek skórki kapelusza. U G. sapineus mają one przeważnie szerokość 8–16 µm, są grubo rdzawobrązowo inkrustowane i często składają się z rozdętych, krótkich komórek. U G. penetrans mają szerokość 3–10 (–12) µm, są słabiej inkrustowane i złożone z nierozdętych komórek cylindrycznych. Ponadto G. sapineus wytwarza owocniki latem (głównie od czerwca do sierpnia), podczas gdy G. penetrans jest głównie gatunkiem jesiennym (owocniki wytwarza szczególnie od września do listopada).

## Występowanie i siedlisko
W Europie i Ameryce Północnej łysak drobnołuskowy jest szeroko rozprzestrzeniony. Występuje także w Australii i na Nowej Zelandii. W piśmiennictwie naukowym na terenie Polski do 2003 r. podano wiele stanowisk. Nowe stanowiska podaje także internetowy atlas grzybów. Łysak drobnołuskowy znajduje się w nim na liście gatunków chronionych i rzadkich.
Saprotrof. Owocniki występują pojedynczo lub w małych grupkach na próchniejącym drewnie drzew iglastych, rzadziej liściastych. Pojawiają się od lipca do listopada na pniach, korzeniach, gałęziach i konarach.